# ژانگ هوآ
ژانگ هوآ (انگلیسی: Zhang Hua؛ متولد ۱۸ اکتبر ۱۹۹۰) یک تکواندوکار چینی است.
وی در مسابقات قهرمانی تکواندو جهان ۲۰۰۹ در مسابقات دسته سبک‌وزن، پس از شکست در برابر لیم سو-جونگ، مدال نقره را بدست آورد. وی در مسابقات تکواندو قهرمانی آسیا در سال ۲۰۱۲ و ۲۰۱۴ صاحب مدال طلا شد و در بازی‌های آسیایی ۲۰۱۴ مدال نقره را از آن خود کرد.